# Šangaj Baby
Šangaj baby je izrazito eksplicitni erotski roman kineske književnice Wei Hui, objavljen 1999. godine
Šangaj, 1999. godine. Nikki, glavni lik romana je 25-to godišnja djevojka, koju svi zovu Coco po Coco Chanel, bivša je novinarka. Studirala je na Sveučilištu Fudan, a sada radi kao konobarica u Green Stalk Caféu.
Upoznaje mladića imenom Tian Tian koji je godinu mlađi i boluje od impotencije. Zato Coco traži užitak na krivim mjestima. Upoznaje Nijemca Marka koji je vrlo dobar u krevetu. 

## O romanu
Prikazuje odnos prema seksualnosti u Kini.  Knjiga je nakon objave dobila vrlo pozitivne kritike, ovacije, a u Kini je prodana u 130 000 primjeraka, dok komunisti nisu shvatili o čemu se radi. Na početku svakog poglavlja autorica citira zapadne mislioce. U romanu se opisuje niz tema, a radnja se odvija na više lokacija. Postoji niz slikovitih likova, a naintrigantnija je Madonna, najbolja prijateljica glavne junakinje.